# Dickson Chumba
Dickson Chumba (Distrito Nandi, Kenia, 27 de octubre de 1986) es un deportista keniano, especializado en carreras de fondo. Ganó la maratón de Tokio en dos ocasiones: en 2014 en un tiempo de 2:05:42, y en 2018 en un tiempo de 2:05:30. También ha ganado las maratones de Chicago y de Roma, entre otras.